# Gran Telescopio Canarias
El Gran Telescopio Canarias (conocido también como GTC o GRANTECAN) es un proyecto español, que culminó con la construcción del mayor telescopio óptico del mundo. Liderado por el Instituto de Astrofísica de Canarias, el telescopio realizó la primera luz oficial en la madrugada del 13 al 14 de julio de 2007 y comenzó su producción científica a principios del 2009. El 24 de julio de 2009 fue inaugurado oficialmente por los Reyes de España. Las obras comenzaron en el año 2000 en el Observatorio del Roque de Los Muchachos, La Palma, Islas Canarias, España. Sus instalaciones, que se encuentran a 2396 m s. n. m. de altitud, junto con el Observatorio del Teide, constituyen el Observatorio Norte Europeo (O.N.E.). En este lugar se reúnen condiciones óptimas para la observación, debido a la calidad del cielo, protegida por una ley ad hoc.
En 1994 se creó la sociedad anónima GRANTECAN, S.A.  con Pedro Álvarez Martín como director. Esta empresa tiene como fin la construcción y gestión del GTC. Esta empresa fue impulsada por el gobierno autonómico de Canarias y el gobierno de España. El GTC tiene carácter internacional, habiéndose firmado acuerdos para la participación en el proyecto de México, a través del Instituto de Astronomía de la Universidad Nacional Autónoma de México y del Instituto Nacional de Astrofísica, Óptica y Electrónica de Puebla, México. Además de estas instituciones también Estados Unidos es socio de este proyecto a través de la Universidad de Florida. La participación extranjera está limitada a un máximo de un 30%.
Con este telescopio se podrá conocer más sobre los agujeros negros, las estrellas y galaxias más alejadas del Universo y las condiciones iniciales tras el Big Bang. Se espera que el telescopio realice importantes avances en todos los campos de la astrofísica.
El 5 de septiembre de 2016, el director del Gran Telescopio Canarias (GTC), Romano Corradi, y el director general del Observatorio Astronómico Nacional de China (NAOC) firman un acuerdo con objetivo principal de estrechar y fortalecer la colaboración entre ambas instituciones, incluyendo la aportación por parte de NAOC de instrumentación avanzada para el GTC y el acceso a un 5% del tiempo de observación del telescopio.

## Datos técnicos

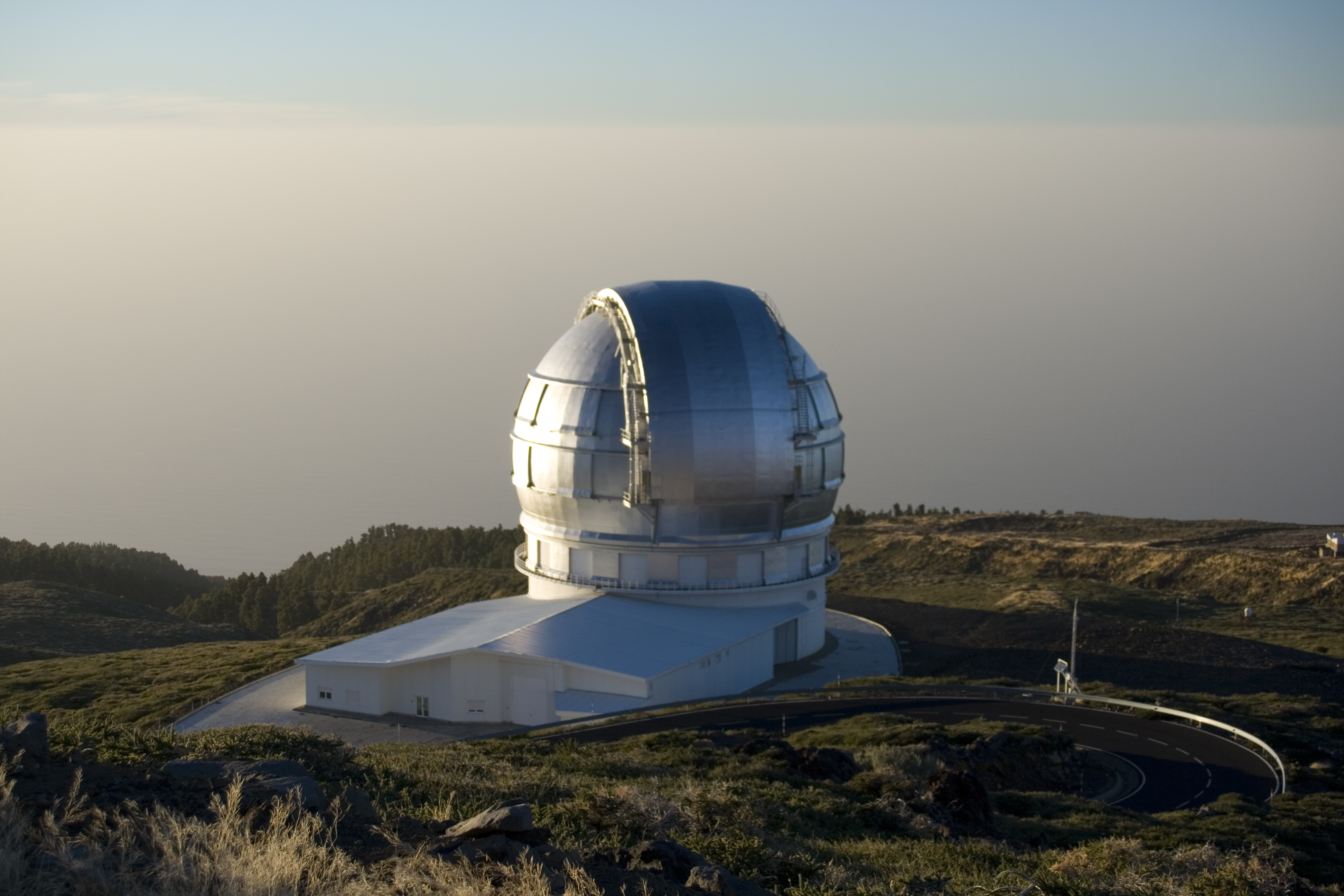
El Gran Telescopio Canarias en la puesta del sol.

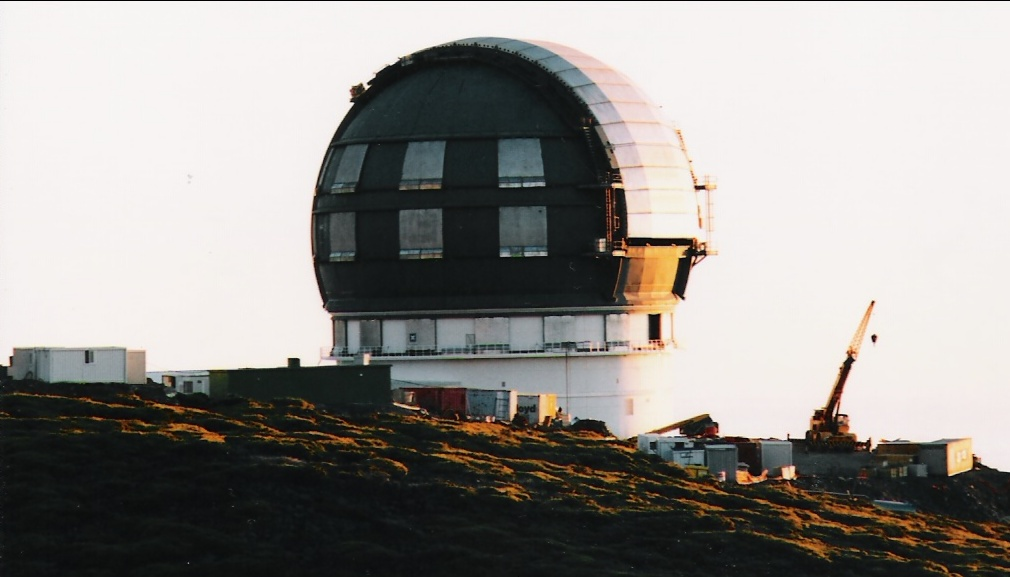
El Gran Telescopio Canarias en construcción, 2002.

Comparación de los mayores telescopios del mundo. En amarillo el Gran Telescopio Canarias.

El telescopio observa la luz visible e infrarroja procedente del espacio y tiene un espejo primario de 10,4 metros, segmentado en 36 piezas hexagonales vitrocerámicas, de 1,9 m entre vértices, 8 cm de grosor, y 470 kg de masa cada una. El sistema óptico se completa con dos espejos (secundario y terciario) que forman imagen en siete estaciones focales. Los espejos están construidos con un material especial fabricado en Alemania por la empresa Schott AG llamado Zerodur, un tipo de vitrocerámica que apenas sufre alteraciones con los cambios de temperatura y por lo tanto evita que las imágenes sufran deformaciones. Su pulido se hizo con un límite de error superficial de 15 nanómetros (millonésima de milímetro), es decir, un tamaño 3000 veces más fino que un cabello humano.
Para recoger los datos estará equipado con los siguientes instrumentos:
Primera generación:
- OSIRIS: cámara y espectrógrafo de resolución baja e intermedia, operando en el rango visible.
- CanariCam Archivado el 24 de noviembre de 2016 en Wayback Machine.: cámara y espectrógrafo en el infrarrojo térmico.

Segunda generación:
- EMIR: espectrógrafo multiobjeto para trabajar en el infrarrojo.
- MEGARA espectrógrafo visible de campo integral y multiobjeto de resolución intermedia-alta.
- FRIDA: cámara espectrógrafo para el infrarrojo cercano que aprovechará el haz corregido por el sistema de óptica adaptativa